# 博讷拉罗朗德战役
博讷拉罗朗德战役（法語：Bataille de Beaune-la-Rolande，是1870年11月28日普法战争期间，法国与普鲁士王国在卢瓦雷省的博讷拉罗朗德的一场战役，最终以普军胜利告终。

## 背景
1870年11月9日的库尔米耶尔战役结束后，法国的卢瓦尔军团成功夺回了奥尔良，并占领了与巴黎之间的轴心位置。卢瓦尔军团的右翼部队（第20和第18军团）拥有60,000人和138门大炮，其任务是解救被普鲁士围攻的巴黎。但是，法军考虑到军团内的许多人都是最近才被征召，只接受了短期训练的士兵，同时卢瓦尔河军团也缺少经验丰富的士兵，特别是在军官和士官方面，因此该军团一直停留在奥尔良进行强化训练。 
11月20日，普鲁士王国的腓特烈·卡尔亲王率领的第2军团在梅斯的法军投降后恢复了行动自由，他将普鲁士第9军团留在昂热维尔待命，并对皮蒂维耶–蒙塔日线上的第3军和第10军团进行重组。腓特烈·卡尔之后下令第3和第9军团在图里集结，然后前往法军右翼的博让西地区与第2军团会合。
11月24日，法军的各个部队在沿着约80公里长的卢瓦尔河上展开攻势，并向巴黎方向前进。法军在拉东和迈济耶尔经过短暂的的战斗后，使普鲁士掌握了法国的部署情况。普军将领康斯坦丁·伯恩哈德·冯·沃格茨-里茨领导的第10军团之后在博讷拉罗朗德占据了五公里宽的阵地，准备迎击来袭的法军。
1870年11月28日，卢瓦尔军团的第18军和第20军试图强行占领普军在博讷拉罗朗德的牢固阵地，以便通向巴黎。但是，并不是所有法军单位都参与了这场战斗，特别是第18军只有一个师参与战斗。 

## 战役过程

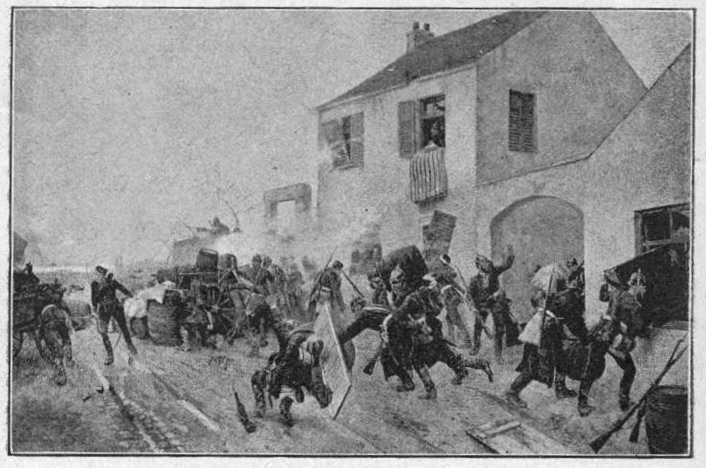
普鲁士军队在博讷拉罗朗德的街道上设置路障

法军由约瑟夫·克鲁扎特（Joseph Crouzat）率领的第20军和 让-巴普蒂斯特·比洛特率领的第18军组成。但是，由于法军的各个部队分为数个战区，法军第20军的第3师仍在博讷拉罗朗德以南的圣卢代维盖，第18军只有一个师参加战斗，只有35,000名兵力。之后法军的增援陆续到达，并分批介入战斗。普军主要由康斯坦丁·伯恩哈德·冯·沃格茨-里茨领导第10军和第3军的一部分部队组成，总兵力约16,000人。在随后的防御战中，在博讷拉罗朗德部署了11,000兵力和70门大炮。

### 开战
11月28日早上9点左右，法军对博讷拉罗朗德的城内的普军展开炮击，迫使普军撤离了大部分的士兵，只留下一个步兵旅（约2000人）守卫。法军的进攻计划很简单，以第20军团以包围的方式正面攻击普军的左翼，而第18军团则攻击右翼。约16,000名普军分布在博讷拉罗朗德及其周边地区，尤其是东部的瑞朗维尔和洛尔西。
在战役开始后，让-巴普蒂斯特·比洛特领导第18军团对瑞朗维尔和洛尔西的普军展开攻击，以确保其右翼，但这些攻击行动拖延了第18军的推进时间。在左翼，只有两个师兵力的第20军则进攻博讷拉罗朗德，并到达了城墙的脚下，但普军在该城的防御坚固，并很好地在城墙的掩护下反击。约瑟夫·克鲁扎特的第20军正在等待第18军团的部队发动全面进攻，但第18军在确保右翼方面遇到很大困难。而法军炮兵部队都加强在右翼的攻势，使得第20军只能维持无效的步枪火力。因此，第20军的部队在没有大炮支持的情况下被部署在博讷拉罗朗德正面，而受到良好保护的普军的火力使得法军遭受了极大的苦难。
下午12点30分左右，法军的增援部队陆续到达，普军在多次采取反制措施之后，也不得不放弃瑞朗维尔和洛尔西的阵地。到下午2点左右， 法军再次对博讷拉罗朗德发起攻势，在进行了半小时的混乱近战后，法军再次被击退。其余的普鲁士部队，包括从该城镇撤出的所有炮兵，在附近进行重组时，他们与沃费迪南德·史图尔普纳格 （Ferdinand Stülpnagel）领导下的增援部队合并，并在该城镇的东部进攻法军，最终驱赶了进攻的法军。

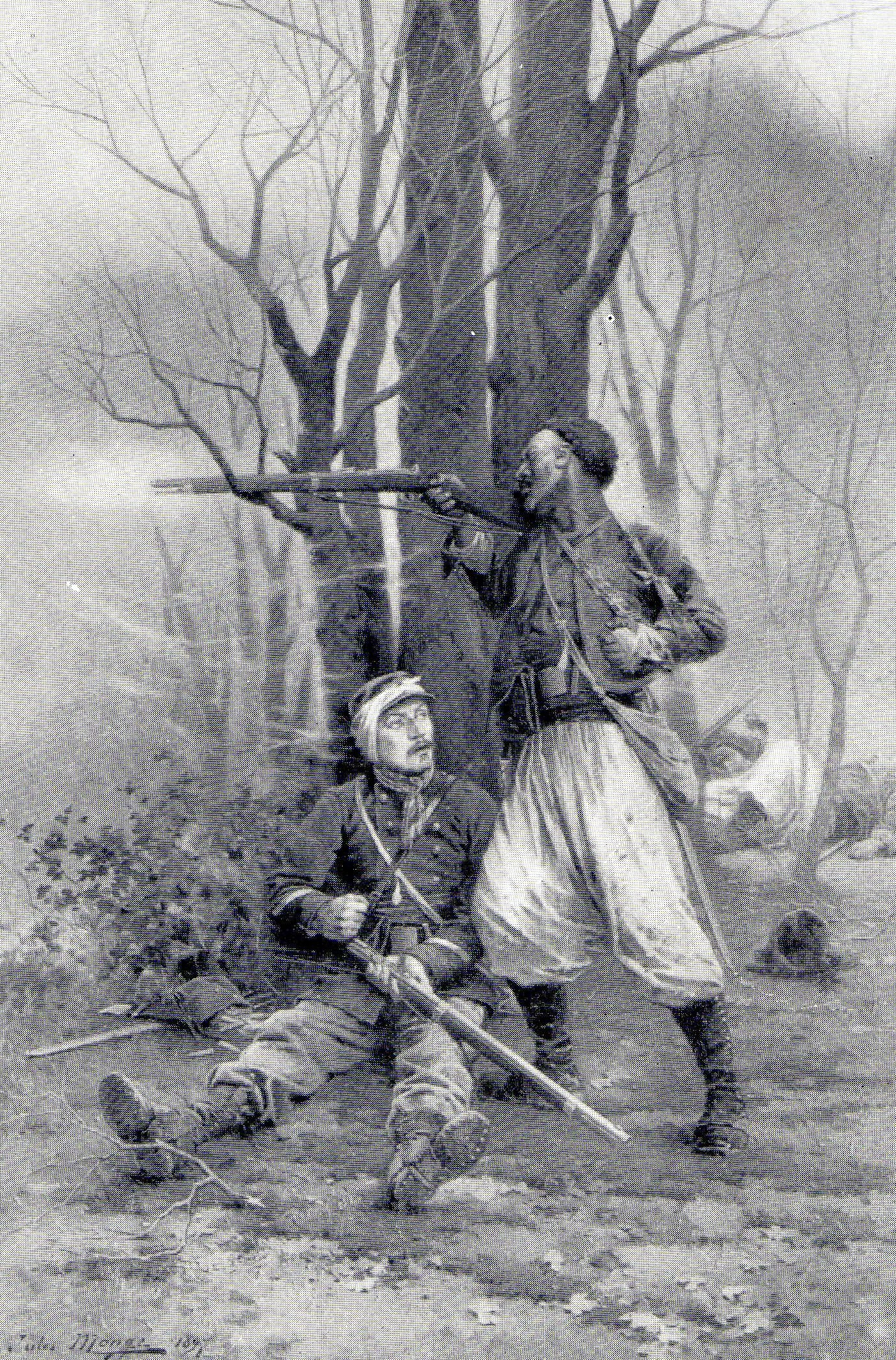
刻有法国军队在战斗中的版画

战至到下午4点，普鲁士第10军的弹药几乎完全耗尽，每名士兵只剩下3发子弹。但普鲁士第一骑兵师和第五步兵师的四个营介入了战斗，很快就有66门大炮集中在法军的左翼。尽管有了这些增援，勃兰登堡步兵第52团的先锋队仍然无法突破法军的阵线，因此战斗一直持续到夜幕降临。
由于法军在其他地区没有取得进一步进展，甚至在某些地区的攻势被推回，到了当晚，约瑟夫·克鲁扎特下令法军撤退到奥尔良。

## 结果
虽然法军在当天的战斗持续了十多个小时，但位于约25公里外的阿尔特奈地区的其他法军部队的战况仍然不乐观，普鲁士军团更接连击败了人数众多的法军，约瑟夫·克鲁扎特在考虑到诸多因素后，下令法军撤退。
这场战斗之后，卢瓦尔军团的右翼部队被打败，法军解放的巴黎的计划已不再可能实现。相反，法军的部署位置和信息被普鲁士知晓，10月23日从梅斯解放出来后的普军不断加强力量，准备消除法军的威胁。

### 影响
该战役影响了巴黎方面计划展开的协同攻势，这个意图被推迟到11月30日。但巴黎被包围后，法国用来传信的热气球由于风力不佳，这个消息到了11月30日当天才传达到奥雷勒·德·帕拉丁斯手上，而太迟接到消息的卢瓦尔军团已经向右转绕过了博讷拉罗朗德，向着维勒皮翁（Villepion）方向前进。在这一运动的推动下，普法双方在12月2日展开了卢瓦尼拉巴泰伊战役，结果普军在这里也战胜了法军，进而再次攻占了奥尔良。

## 分析
此战役是法国卢瓦尔河军团成军后经历的第一次重大失败，不少军事分析家对6万名士兵被9000至1万多人击败的消息感到震惊，并进行了许多尝试来解释为什么会发生这种情况。经常提到的是法国军队的士气低落；在经历了一系列的失败后，普鲁士占领了法国的土地并围困了首都，之后新建立的法国军团大多数人都是平民应征者。
卢瓦尔河军团的总指挥路易斯·让·巴普蒂斯特·德·奥雷勒·德·帕拉丁斯是一位严厉的指挥官，在战斗前的20天里，他不允许部队进入城镇或乡村，只是野蛮强迫他们居住在郊外的土地上。奥雷勒·德·帕拉丁斯的目的是为了提高纪律和加强部队的作战能力，但是降低了部队的士气。 
此战役也表现出一支新近征募的庞大军队的脆弱性，只有在捍卫坚固的阵地时才能使用平民应征者，对于以拿破仑战争的形式发动的攻击几乎毫无用处。然而，在色当和梅斯的战斗中，几乎整个法国正规军已经被消灭，这也是普鲁士在普法战争中取得胜利的主要原因之一。此役后法国发生了一系列相似的逆转，其中以博讷拉罗朗德最为壮观。

## 损失
根据文献的不同，关于普法双方的伤亡损失也有不同的信息。普鲁士的伤亡情况大约38名军官以及817至858名死伤人员。法国的损失在迈耶百科词典中记载了1,300名人员伤亡和1,800人被俘虏。其他资料表明，则有多达8,000人伤亡（外加1,000人被俘虏）。
值得一提的是，法国著名的印象派画家弗雷德里克·巴齐耶也参与了这场战役，他在法军第一次发起的攻势中，被击中两枪死亡。战后，他的父亲在他丧生的同一地方竖起了一座纪念碑。另一位参与战斗的知名人物是创建了电气工程师协会的德国电气工程师亚历山大·西门子，他也曾作为一名普鲁士军人参加了战斗并受伤，之后他因为在战斗中的英勇表现获得了铁十字勋章。